# Riforma del lavoro Fornero
La riforma del lavoro Fornero, formalmente legge 28 giugno 2012, n. 92, è una legge della Repubblica Italiana proposta dal Ministro del lavoro e delle politiche sociali Elsa Fornero durante il governo Monti, per riformare il mercato del lavoro.

## Storia
La legge è stata approvata definitivamente il 27 giugno 2012 dalla maggioranza di governo (PdL, PD, UdC, e FLI): significativa è stata però la posizione del PdL, in cui quasi la metà dei deputati (87 su 209) ha fatto mancare il voto alla riforma, tra contrari, astenuti, e assenti.
La riforma Fornero è stata in seguito in gran parte modificata, nell'ambito del Jobs Act del governo Renzi dal decreto legge 20 marzo 2014, n. 34 ("decreto Poletti"), approvato dal governo Renzi il 20 marzo 2014.

## Contenuto
La norma afferma anzitutto l'utilizzo del contratto di lavoro a tempo indeterminato  come forma comune di rapporto di lavoro, definito dalla legge stessa “contratto dominante”; tra le novità introdotte ci sono: nuove norme sui rapporti di lavoro subordinato e parasubordinato, modifiche allo Statuto dei lavoratori per rendere più facili i licenziamenti individuali per motivi economici, modifiche ai contratti dei collaboratori e alla durata dei lavoratori a termine, una stretta sull'abuso delle partite IVA, un nuovo sistema di ammortizzatori sociali.

## Critiche
La riforma Fornero del mercato del lavoro è stata oggetto di numerose critiche da parte di partiti di opposizione, sindacati e forze della sinistra extraparlamentare, soprattutto per quanto riguarda le modifiche all'articolo 18 dello Statuto dei Lavoratori. Secondo i contestatori tale norma avrebbe reso più facili i licenziamenti.
Per il ripristino dell'articolo 18 originario Italia dei Valori, Sinistra Ecologia Libertà, Rifondazione Comunista, Comunisti Italiani, Federazione dei Verdi e Fiom hanno raccolto le firme per un referendum abrogativo che non ha però mai avuto luogo a causa dello scioglimento anticipato delle Camere da parte dell'allora presidente della Repubblica Giorgio Napolitano.